# 母体保護法指定医師
母体保護法指定医師（ぼたいほごほうしていいし。以下「指定医師」という。）とは、母体保護法（昭和23年法律156号）第14条に基づいて、医療行為を行うことが出来る医師のこと。

## 業務
指定医師は、同法の規定により人工妊娠中絶手術を行うことができる（緊急避難的措置として行われる堕胎は指定医師でなくても実施できる）。

## 指定
民間団体である都道府県医師会が審査・指名を行っている。都道府県医師会は母体保護法指定医師審査委員会を設置し、審査を行う。指定医師は、原則複数施設の指定を兼務することは出来ない。更新は2年毎に実施され、更新には指定される講習会への出席が必要。指定をうけた医師は、毎月10日までに都道府県知事宛に月間の中絶実施数を報告する。複数の指定医が勤務する医療機関では施設長が総計して報告する。

## 基準
医師免許取得後5年以上経過し、かつ産婦人科の診療研修を3年以上受けるか日本産科婦人科学会専門医の資格が必要とされている。合わせて研修期間中に、20例以上の人工妊娠中絶手術又は流産手術の実地指導を受けた実績が必要。20例のうち人工妊娠中絶手術は10例以上を占めることが必要。また、資格取得時までに必要とされる講習会に出席することが求められる。3年間の婦人科の研修施設としては年間120例以上の分娩数と年間50例以上の開腹手術・腹腔鏡手術を実施し、2名以上の母体保護法指定医師が勤務し、緊急対応が出来る施設であることが必要。主任指導医は原則として、日本産科婦人科学会専門医資格が必要。

## 中絶実施施設の認定
中絶を行う施設には、母体保護法指定医師の勤務が求められる。また原則として入院設備の設置も求められる。中期中絶を行う場合は入院設備が必要となる。認定には施設の人員数や手術室の平面図や設備などについての記載が求められる。